# Pull Me Under
Pull Me Under è un singolo del gruppo musicale statunitense Dream Theater, pubblicato il 29 agosto 1992 come primo estratto dal secondo album in studio Images and Words.

## Descrizione
Originariamente intitolata Oliver's Twist, Pull Me Under è la traccia d'apertura dell'album. Il testo, composto dall'allora tastierista Kevin Moore, è ispirato all'Amleto di William Shakespeare, il cui tema principale è la morte. Proprio per simulare l'arrivo inaspettato di quest'ultima, il brano viene troncato sul finire.

## Successo commerciale
Pull Me Under è stato l'unico successo radiofonico del gruppo, in quanto accolta positivamente dalla critica e messa in rotazione continua da MTV. Il titolo della raccolta Greatest Hit (...and 21 Other Pretty Cool Songs) (2008) è un riferimento scherzoso a questo avvenimento; per la stessa motivazione il brano è evidenziato in giallo sul retro della raccolta.
Il brano è stato inoltre inserito nel videogioco Guitar Hero World Tour tra le canzoni più difficili da eseguire.
L'11 ottobre 2019 il singolo è stato pubblicato in formato 12" in occasione della campagna Rocktober lanciata dalla Rhino Entertainment.

## Tracce
Testi di Kevin Moore (eccetto dove indicato), musiche dei Dream Theater.
CD promozionale (Stati Uniti)
1. Pull Me Under (Edit) – 5:54
2. Pull Me Under (LP Version) – 8:11

12" (Stati Uniti)
- Lato A

1. Pull Me Under – 8:11

- Lato B

1. Metropolis–Part I: "The Miracle and the Sleeper" – 9:30 (testo: John Petrucci)

## Formazione
Gruppo
- James LaBrie – voce, cori
- Kevin Moore – tastiera
- John Myung – basso
- John Petrucci – chitarra
- Mike Portnoy – batteria, percussioni

Produzione
- David Prater – produzione, missaggio
- Doug Oberkircher – ingegneria del suono, missaggio
- Steve Regina – assistenza all'ingegneria del suono
- Ted Jensen – mastering
- Larry Freemantle – direzione artistica
- Dan Muro – fotografia

## Classifiche
| Classifica (1992)             | Posizione massima |
| ----------------------------- | ----------------- |
| Stati Uniti (mainstream rock) | 10                |